# Hartford (Arkansas)
Hartford es una ciudad en el condado de Sebastian, Arkansas, Estados Unidos. Para el censo de 2000 la población era de 772 habitantes. Es parte del área metropolitana de Fort Smith.

## Historia
El pueblo fue nombrado Gwynn cuando fue fundado. Antes de 1900, el Chicago, Rock Island and Pacific Railroad (Ferrocarril de Chicago, Rock Island y el Pacífico) construyó una línea a través de la ciudad y se cambió el nombre del pueblo por Hartford. Para 1891, había en la ciudad varios negocios, una escuela pública y una iglesia, usada por metodistas, baptistas y presbiterianos. 
La ciudad fue incorporada el 28 de febrero de 1900. En 1912, Peter Stewart fue elegido como alcalde de la ciudad, convirtiéndose en el primer alcalde socialista de Arkansas.
Durante la primera mitad del siglo XX, el pueblo albergó la Hartford Music Company (Compañía Musical de Hartford), la cual publicaba música gospel y administraba una escuela de canto.

## Geografía
Hartford se localiza a 35°1′24″N 94°22′42″O / 35.02333, -94.37833. De acuerdo a la Oficina del Censo de los Estados Unidos, la ciudad tiene un área total de 4,7 km², de los cuales el 100% es tierra.

## Demografía
Para el censo de 2000, había 772 personas, 299 hogares y 217 familias en la ciudad. La densidad de población era 164,3 hab/km². Había 346 viviendas para una densidad promedio de 73,8 por kilómetro cuadrado. De la población 93,52% eran blancos, 1,17% amerindios, 0,13% asiáticos, 1,55% de otras razas y 3,63% de dos o más razas. 2,46% de la población eran hispanos o latinos de cualquier raza.
Se contaron 299 hogares, de los cuales 30,1% tenían niños menores de 18 años, 56,2% eran parejas casadas viviendo juntos, 11,4% tenían una mujer como cabeza del hogar sin marido presente y 27,4% eran hogares no familiares. 24,1% de los hogares eran un solo miembro y 13,0% tenían alguien mayor de 65 años viviendo solo. La cantidad de miembros promedio por hogar era de 2,58 y el tamaño promedio de familia era de 3,05.
En la ciudad la población está distribuida en 26,4% menores de 18 años, 7,1% entre 18 y 24, 27,3% entre 25 y 44, 21,6% entre 45 y 64 y 17,5% tenían 65 o más años. La edad media fue 38 años. Por cada 100 mujeres había 93,5 varones. Por cada 100 mujeres mayores de 18 años había 90,0 varones.
El ingreso medio para un hogar en la ciudad fue de $22.500 y el ingreso medio para una familia $27.321. Los hombres tuvieron un ingreso promedio de $28.250 contra $22.813 de las mujeres. El ingreso per cápita de la ciudad fue de $10.845. Cerca de 19,2% de las familias y 25,9% de la población estaban por debajo de la línea de pobreza, 39,0% de los cuales eran menores de 18 años y 18,3% mayores de 65.